# Койбальский язык
Койбальский язык — мёртвый самодийский язык, на котором до XIX века разговаривали койбалы. Известен по записям путешественников XVIII и XIX веков.  В настоящее время койбальским называется один из диалектов хакасского языка, входящего в тюркскую семью языков. 
Есть основания считать, что он был диалектом камасинского языка. 
Было зафиксировано свыше 600 слов койбальского языка, но отсутствуют записи текстов и грамматические описания языка. Из-за этого нет возможности описать грамматическую структуру языка и его диалектное членение. 